# Storgê

Storgê (στοργή) est le mot grec qui décrit l’amour familial. Il s'agit d'une relation émotionnelle forte entre amis ou parents, basée sur une attention mutuelle, sans facteur sexuel. Ce terme est généralement utilisé pour décrire l'amour d’un parent pour son enfant,, le « prendre soin ».